# チャネル・キャプテン
チャネル・キャプテン（英: Channel captain）とは商業用語の一つで、商品の流通が行われる場合に、その商品の取引価格や取引数量や販売促進策などを決める主導権を持っている企業のことを言う。これは商品が消費者の元に届くまでに存在するメーカー、卸売業者、小売業者のいずれかがなっており、流通においての発言力が強まったり、効率的な流通の経路を構築できるような企業がこれになっている。チャネル・キャプテンの座をめぐって企業間では争いが行われており、その時々の情勢によってチャネル・キャプテンが入れ替わっている。